# 34 Bootis
Désignations
34 Bootis (en abrégé 34 Boo) est une étoile variable de la constellation boréale du Bouvier, localisée à promité de Epsilon Bootis (Izar). Elle porte également la désignation d'étoile variable W Bootis, 34 Bootis étant sa désignation de Flamsteed. Elle est visible à l’œil nu avec une magnitude apparente moyenne de 4,80.

## Environnement stellaire
L'étoile présente une parallaxe annuelle de 4,63 ± 0,28 mas mesurée par le satellite Hipparcos, ce qui permet d'en déduire qu'elle est distante de 700 ± 40 a.l. (∼ 215 pc) de la Terre. À cette distance, sa magnitude visuelle est diminuée de 0,49 en raison de l'extinction créé par la poussière interstellaire présente sur le trajet de sa lumière. L'étoile s'éloigne du Système solaire à une vitesse radiale héliocentrique de +5,6 km/s.
34 Bootis est une étoile solitaire, qui ne possède pas de compagnon connu avec lequel elle formerait un système binaire.

## Propriétés
34 Bootis est une géante rouge de type spectral M3−III, qui a épuisé les réserves en hydrogène de son cœur et qui a évolué hors de la séquence principale. Elle est classée comme une variable semi-régulière dont la luminosité varie entre les magnitudes 4,49 et 5,40 sur une période de 25 jours, même si elle présente des preuves de variations à plus long terme et de changements de mode de pulsation.
L'étoile est âgée d'environ un milliard d'années avec une masse qui est 2,2 fois plus grande que celle du Soleil et un rayon qui est 129 fois plus grand que le rayon solaire. Elle est environ 2 800 fois plus lumineuse que le Soleil et sa température de surface est de 3 691 K.